# Oklahoma Panhandle

Lage der drei Countys des Oklahoma Panhandle (rot markiert)

Der Oklahoma Panhandle (wörtlich „Pfannenstiel von Oklahoma“) ist der westliche Zipfel des US-amerikanischen Bundesstaates Oklahoma. Die Region besteht mit dem Cimarron, dem Texas und dem Beaver County aus drei in west-östlicher Richtung nebeneinander liegenden Countys.
Bei der Volkszählung im Jahr 2020 hatte das Gebiet 28.729 Einwohner, was eine Verringerung um 22 Einwohner im Vergleich zum Jahr 2010 bedeutet.

## Geografie

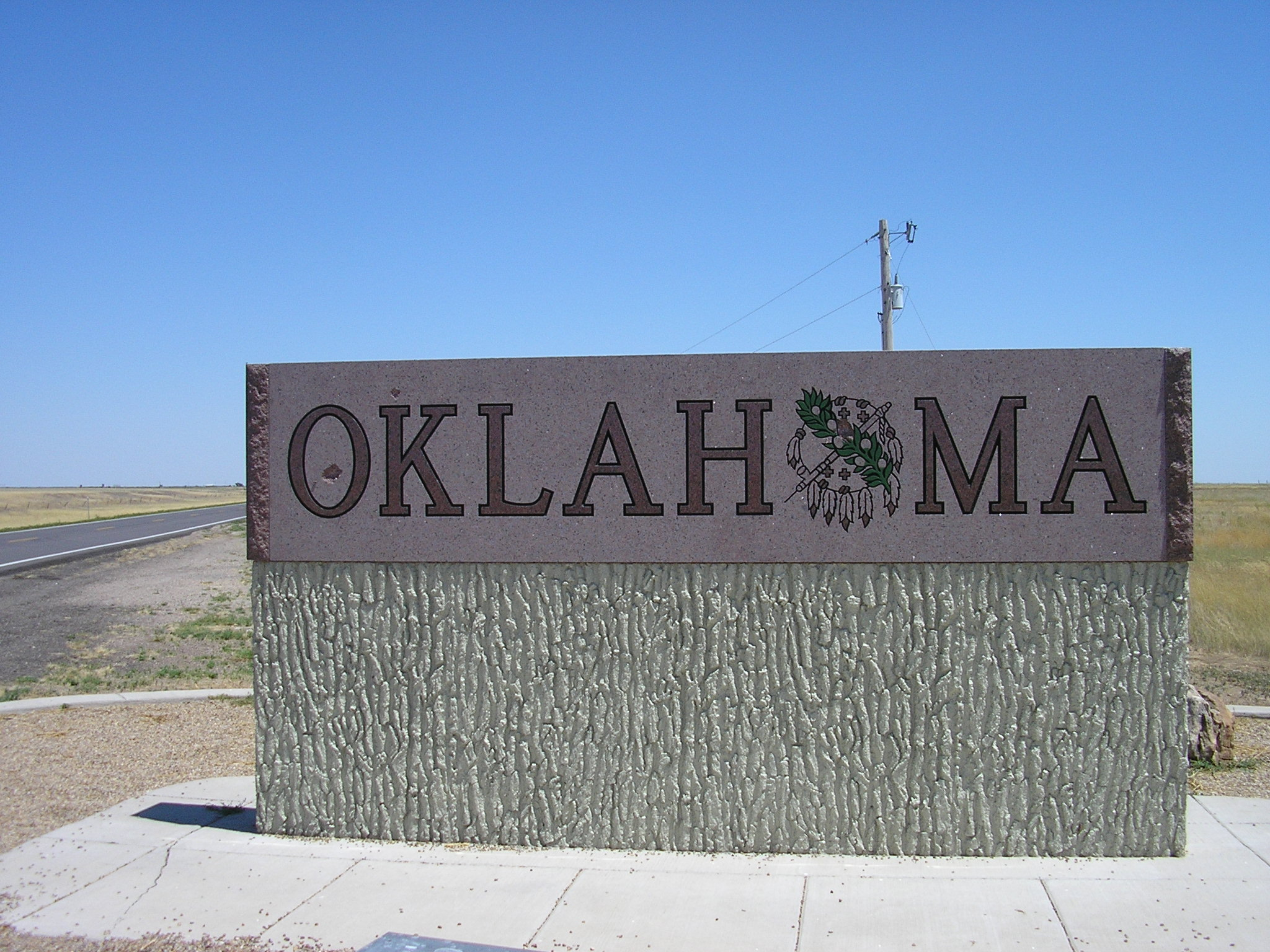
Westliche Grenze des Panhandle zu New Mexico

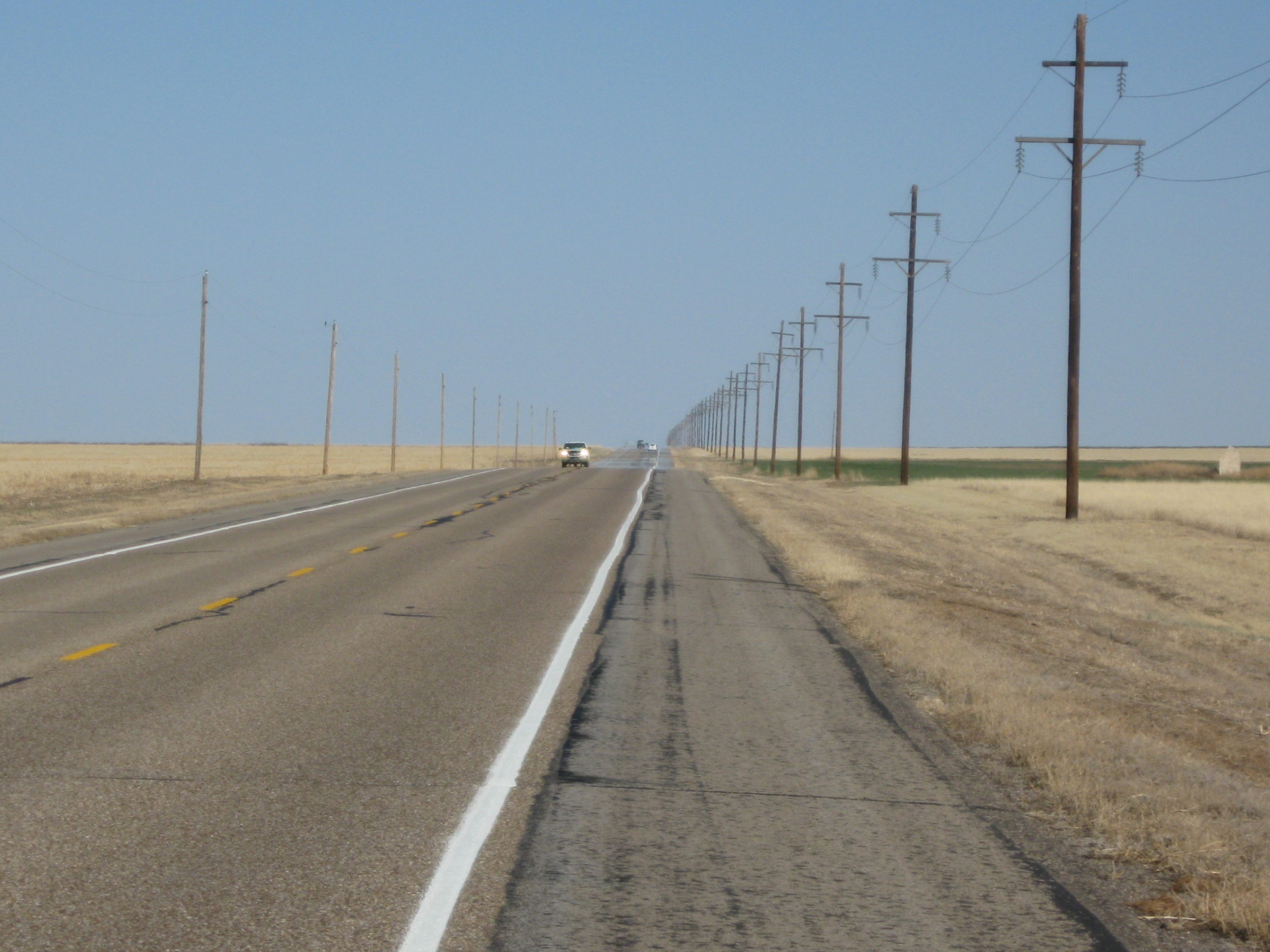
Highway 412 im Oklahoma Panhandle

Der Oklahoma Panhandle ist 267 Kilometer (166 Meilen) lang und 60 Kilometer (37 Meilen) breit. Er nimmt eine Fläche von 15.908 Quadratkilometern ein (rund 8 Prozent der Fläche Oklahomas) und ist damit größer als der Staat Connecticut. An den Oklahoma Panhandle grenzen im Norden Colorado und Kansas, im Westen New Mexico, im Süden Texas und im Osten der übrige Teil von Oklahoma.
Der Oklahoma Panhandle befindet sich im Great Plains, welches durch trockene Prärielandschaften geprägt ist.
Die größte Stadt der Region ist Guymon, der Verwaltungssitz des Texas County.
Die Black Mesa, ein bis 1.737 Meter hoher Tafelberg an der Schnittstelle der drei Staaten Colorado, New Mexico und Oklahoma, erreicht im Nordwesten des Cimarron County eine Höhe von 1.516 Metern und ist der höchste Punkt Oklahomas.
Der größte Fluss, der den Oklahoma Panhandle durchfließt, ist der Cimarron River, ein Nebenfluss des Arkansas.

## Städte und Gemeinden

### Wichtigste Städte
- Beaver (Verwaltungssitz des Beaver County)
- Boise City (Verwaltungssitz des Cimarron County)
- Goodwell (Sitz der Oklahoma Panhandle State University)
- Guymon (Verwaltungssitz des Texas County und größte Stadt des Oklahoma Panhandle)
- Hooker
- Texhoma

### Weitere Orte
| - Adams - Balko - Felt - Forgan | - Gate - Hardesty - Kenton - Keyes | - Knowles - Optima - Turpin - Tyrone |

## Geschichte

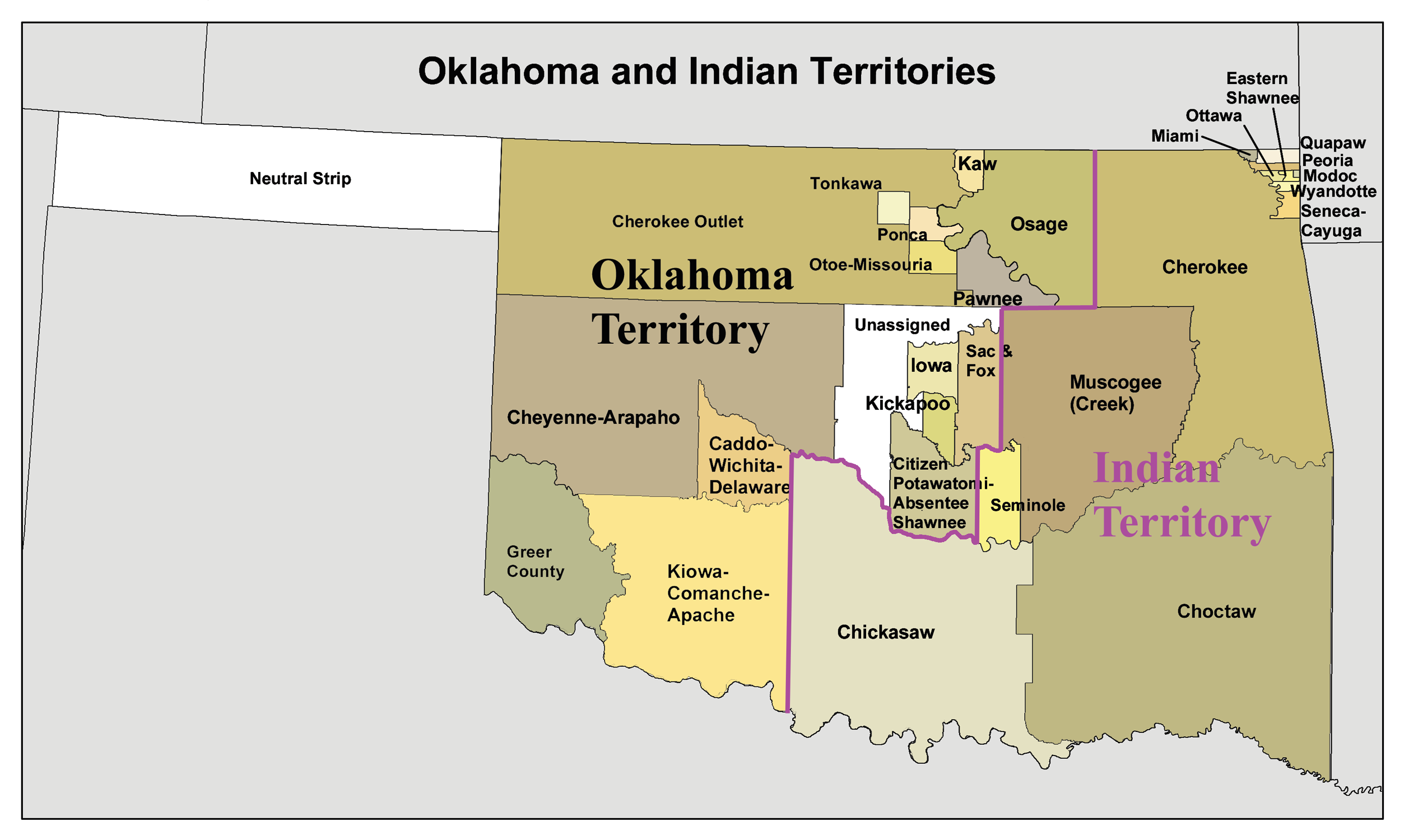
Karte des Oklahoma-Territoriums mit dem Panhandle als neutrales Gebiet

Im Panhandle befinden sich bedeutende archäologische Fundstätten der Folsom-Kultur. In Coopers Site wurde mit einem rund 10.500 Jahre alten  bemalten Bisonschädel das älteste bemalte Objekt in Nordamerika gefunden.
Der Panhandle ist Teil der Great Plains und hatte lange Zeit keine permanente Besiedlung. Die Ostgrenze des Gebiets ist der 100. westliche Längengrad, der nach dem Adams-Onís-Vertrag die Grenze zwischen Neuspanien und den Vereinigten Staaten in dieser Region war. Westlich dieses Längengrades bildete sich 1836 die Republik Texas, die umfangreicher war als der heutige Bundesstaat und mit der gemeinsam das Gebiet an die Vereinigten Staaten kam. Nach dem Kompromiss von 1850 wurde die texanische Nordgrenze mit dem Breitengrad 36° 30' festgelegt, der nach dem Missouri-Kompromiss als Nordgrenze für die Sklavenhaltung festgelegt war. Ebenfalls 1850 war mit der Formierung des New-Mexico-Territoriums die Westgrenze festgelegt worden. 1854 im Kansas-Nebraska Act wurde das Kansas-Territorium geschaffen, dessen Südgrenze wiederum mit 37° festgelegt wurde, um das Siedlungsgebiet der Cherokee im Nordosten des heutigen Oklahoma nicht zu verkleinern.
Der dadurch entstandene Streifen zwischen der Nordgrenze von Texas und der Südgrenze von Kansas (bzw. später auch des Colorado-Territoriums) hatte keinerlei politische Organisation oder Verwaltung und galt auch nicht als Teil des Indianerterritoriums, zumal der Cherokee Outlet den 100. Längengrad als Westgrenze hatte. Er wurde als Public Land Strip, No Man’s Land oder Neutral Strip bekannt.
Nachdem das Gebiet lange Zeit im Wesentlichen unbeachtet geblieben war, wurde das Land ab den 1870ern mehr und mehr von Ranchern und Viehzüchtern, aber auch „Squattern“ (illegalen Siedlern) genutzt. Die Rechtsunsicherheit, die der Mangel einer politischen Zugehörigkeit mit sich brachte, insbesondere auch die Unmöglichkeit, die Besiedelung des Areals zu legalisieren, führten zu Bestrebungen, einen Territorialstatus zu erreichen oder sich an benachbarte Gebiete anzuschließen. 1887 wurde versucht, in Beaver eine eigenständige Territorialregierung unter dem Namen Cimarron Territory zu etablieren. Dieses Vorhaben scheiterte aber am Kongress, der es vorzog, das Gebiet in das Oklahoma-Territorium einzugliedern, was 1890 geschah.
Innerhalb des Oklahoma-Territoriums wurde sogleich eine Lokalverwaltung eingerichtet, das Beaver County mit Sitz in Beaver, das zunächst das gesamte Gebiet enthielt. Es wurde 1907, zeitgleich mit dem Entstehen des Staates Oklahoma, in drei Teile geteilt und so wurden die noch heute existierenden Countygrenzen im Oklahoma Panhandle errichtet.